# باندز

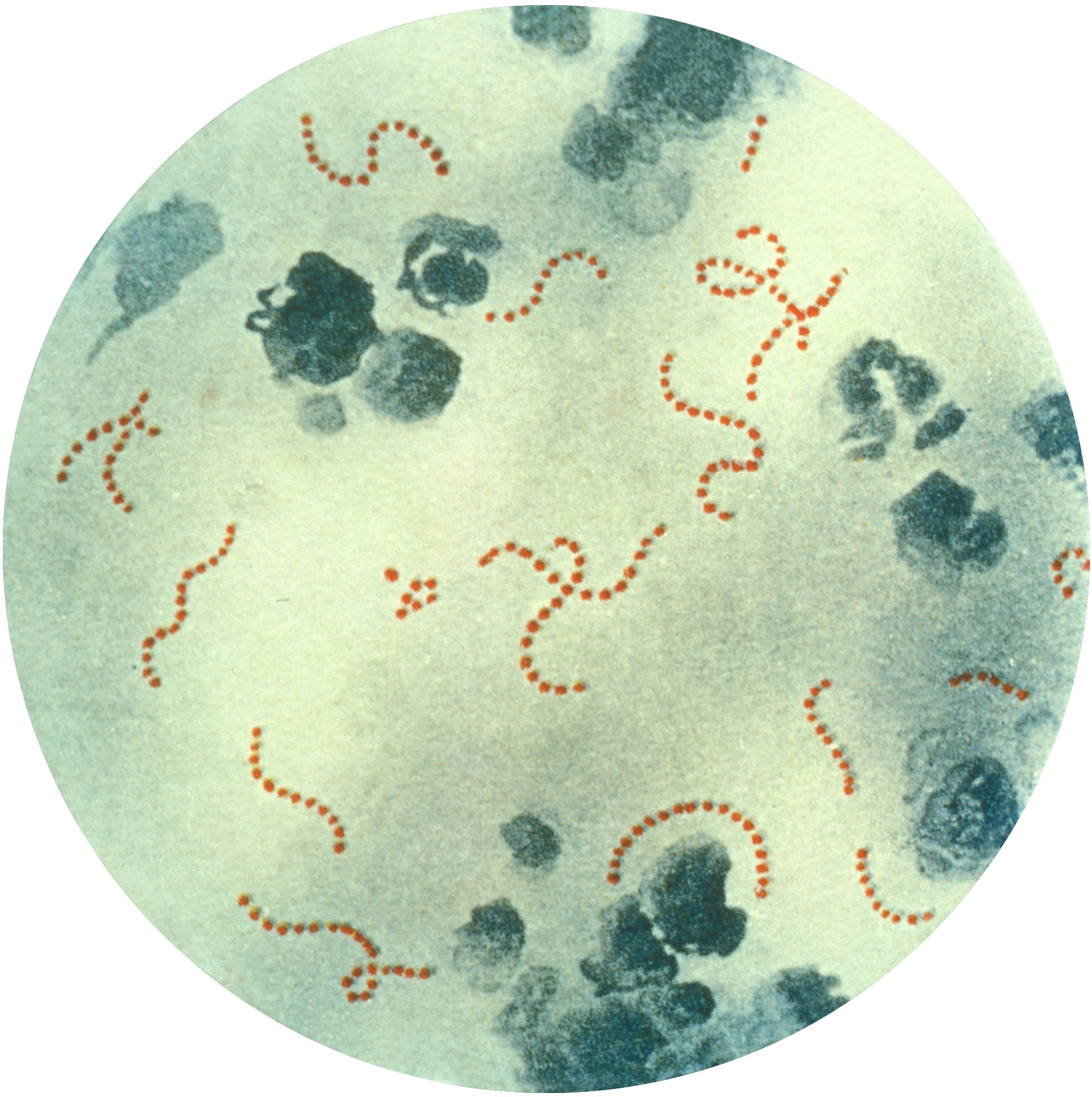
البكتريا العقدية المقيحة بكتريا سبحية مجموعة أ الشائعة

اختلالات المناعة الذاتية النفسية والعصبية المصاحبة لعدوى البكتيريا الكروية السبحية في الأطفال
يُستخدم هذا التشخيص لوصف مجموعة من الأطفال يعانون من حدوث سريع لاختلال قهري و/أو اضطرابات اللوازم مثل متلازمة توريت والتي تلي أعراض عدوى مجموعة أ تحلل بيتا من البكتريا الكروية السبحية مثل التهاب البلعوم والحمى القرمزية.
الصلة المفترضة بين العدوى وتلك الاختلالات هو تفاعل المناعة الذاتية حيث تتداخل الأجسام المضادة المُنتجة بواسطة العدى مع الخلايا العصبية.
اختلف الأطباء في هذا التشخيص ويرجح بعض العلماء أن أهميته التي يعتقدها البعض لاتعدو كون مرضى هذا التشخيص جزءا من باقي المصابين بالالتهاب البكتيري السبحي وأن العدوى لاتزيد احتمالية حدوث الوسواس القهري أو اللوازم. وعلى ذلك فإن نموذج تلك الاضطرابات يمثل جزءا معقدا ومتغيرا من البحث الطبي، صدرت دراسة عام 2009 توضح أن العلاقة بين عدوى البكتيريا السبحية واضطرابات اللوازم لا زالت غير واضحة على الرغم من المجهود الكبير الذي يُبذل في هذه الأبحاث. لاتصنف تلك الاضطرابات الآن كتشخيص في التصنيف الإحصائي العالمي للأمراض والاختلالات الصحية المصاحبة أو في الدليل التشخيصي والاحصائي للإضطرابات العقلية

## التصنيف

اختلالات المناعة الذاتية النفسية والعصبية المصاحبة لعدوى البكتيريا الكروية السبحية في الأطفال وحالات أخرى تحدث في سن مبكر. لاحظ فترات الارتداد. وامتداد اختلالات المناعة الذاتية النفسية والعصبية المصاحبة لعدوى البكتيريا الكروية السبحية في الأطفال لتشمل تشخيصات أخرى مثل اضطراب نقص الانتباه وفرط الحركة لدى الأطفال

يُفترض أن اختلالات المناعة الذاتية النفسية والعصبية المصاحبة لعدوى البكتيريا الكروية السبحية في الأطفال تحدث بسبب اضطراب في المناعة الذاتية يؤدي إلى مجموعة متنوعة من اللوازم والوساوس وباقي الأعراض التي قد تكون شديدة جدا بحيث يمكن تشخيص هذه الاختلالات بصورة منفردة مثل اضطرابات اللوازم المزمنة والوسواس القهري ومتلازمة توريت. يُعتقد أن السبب أقرب إلى سبب مرض رقاص سيدنهام والذي يُعرف بكونه ناتج عن عدوى مجموعة أ من البكتيريا السبحية في الطفولة مما يؤدي إلى الحمى الرثوية الحادة والتي يُعد رقاص سيدنهام أحد أعراضها. وعلى غرار سيدنهام يُعتقد أن اختلالات المناعة الذاتية النفسية والعصبية المصاحبة لعدوى البكتيريا الكروية السبحية في الأطفال تتداخل مع المناعة الذاتية في العقد القاعدية للمخ. تختلف اختلالات المناعة الذاتية النفسية والعصبية المصاحبة لعدوى البكتيريا الكروية السبحية في الأطفال عن سيدنهام في كونها لايصاحبها أعراض أخرى للحمى الرثوية الحادة مثل التهاب القلب.
لم يتم اعتماد اختلالات المناعة الذاتية النفسية والعصبية المصاحبة لعدوى البكتيريا الكروية السبحية في الأطفال كتصنيف مرضي لأسباب عديدة. إن السن المتوقع لبداية حدوث المرض وخصائصه الإكلينيكية تعكس مجموعة محددة من المرضى المُختارين للدراسات البحثية مع عدم وجود دراسات منهجية للعلاقات المحتملة للبكتريا السبحية مجموعة أ مع الأعراض العصبية الأخرى. هناك جدال حول ماإذا كان عرض الحركات التراقصية يمكن تتميزه عن الحركات المشابهة له في مرض سيدنهام. من غير المعروف ماذا كانت صورة الحدوث المفاجيء مميزة لمرض اختلالات المناعة الذاتية النفسية والعصبية المصاحبة لعدوى البكتيريا الكروية السبحية في الأطفال. في النهاية، هناك جدال حول ماإذا كانت هناك علاقة مؤقتة بين عدوى المجموعة الأولى من البكتريا الكروية السبحية وأعراض اختلالات المناعة الذاتية النفسية والعصبية المصاحبة لعدوى البكتيريا الكروية السبحية في الأطفال.

## التعرف على المرض
يتم التعرف على المرض إكلينيكيا طبقا لخمس معايير وضعتها المؤسسة الوطنية للصحة العقلية وهي:
1. وجود اضطراب وسواس قهري أو اضطراب لوازم
2. حدوث المرض لأول مرة في سن الطفولة (من سن 3 سنين وحتى البلوغ)
3. المسار التناوبي لشدة الأعراض
4. مصاحبته لعدوى مجموعة أ تحلل بيتا من البكتريا الكروية السبحية (عينة موجبة من الحلق توضح وجود عدوى البكتريا الكروية السبحية أو تاريخ مرضي يوضح حدوث حمى قرمزية)
5. مصاحبته لتشوهات عصبية (فرط النشاط الحركي أو حدوث حركات عرضية مثل الحركات التراقصية).[1]

عادة مايحدث للأطفال المصابين بداية دراماتيكية ليلية للأعراض تتضمن لوازم صوتية ووساوس و/ أو قهر. بينت بعض الدراسات عدم حدوث تفاقم حاد للأعراض مصاحب لعدوى البكتيريا الكروية السبحية بين الأشخاص المصابين باختلالات المناعة الذاتية النفسية والعصبية المصاحبة لعدوى البكتيريا الكروية السبحية في الأطفال. بينما كانت ظاهرة بشكل عميق في بعض المصابين الآخرين.
وبالإضافة إلى حدوث اضطرابات الوسواس القهري أو اللوازم قد يعاني الأطفال من أعراض أخرى تُصاحب تفاقم الحالة مثل التقلقل الانفعالي، التبول اللإرادي، القلق، تأخر الكتابة. في نموذج اختلالات المناعة الذاتية النفسية والعصبية المصاحبة لعدوى البكتيريا الكروية السبحية في الأطفال، يُعتقد أن بداية حدوث المرض المفاجئة تلك يسبقها عدوى في الحلق ناتجة عن البكتريا الكروية السبحية. وحيث أن الطيف الإكلينيكي لإختلالات المناعة الذاتية النفسية والعصبية المصاحبة لعدوى البكتيريا الكروية السبحية في الأطفال يبدو أنه يُشبه متلازمة توريت، يفترض بعض الباحثون أن اختلالات المناعة الذاتية النفسية والعصبية المصاحبة لعدوى البكتيريا الكروية السبحية في الأطفال ومتلازمة توريت قد يكونا متصاحبا؛ هذه الفكرة جدالية وتُركز عليها الأبحاث الحالية
ظهرت بعض المخاوف بشأن أن اختلالات المناعة الذاتية النفسية والعصبية المصاحبة لعدوى البكتيريا الكروية السبحية في الأطفال قد يتم تشخيصها بشكل مفرط حيث أن ثلث المرضى المُشخصين باختلالات المناعة الذاتية النفسية والعصبية المصاحبة لعدوى البكتيريا الكروية السبحية في الأطفال الذين يتم تشخيصهم من قِبل أطباء الأسرة لايتطابقون مع المعايير التي وضعها الأخصائيون بما يقترح أن أطباء الأسرة يقومون بتشخيص اختلالات المناعة الذاتية النفسية والعصبية المصاحبة لعدوى البكتيريا الكروية السبحية في الأطفال بدون دليل مقنع.

## الآلية المحتملة لحدوث المرض
في الوقت الحاضر، ليس من الواضح ماإذا كانت مجموعة المرضى الذين تم تشخيصهم باختلالات المناعة الذاتية النفسية والعصبية المصاحبة لعدوى البكتيريا الكروية السبحية في الأطفال تعرضوا للوازم واختلالات وسواس قهري عبر آلية مختلفة عن هؤلاء الذين تم تشخيصهم بمتلازمة توريت. إلا أن الباحثين في المؤسسة الوطنية للصحة العقلية يفترضون نظرية أن آلية المرض تشبه آلية حدوث الحمى الرثوية، حدوث اضطراب في المناعة الذاتية تم تحفيزه من خلال عدوى البكتريا الكروية السبحية حيث تقوم الأجسام المضادة بمهاجمة المخ وتؤدي إلى حالات عصبية ونفسية.
في العدوى البكتيرية القياسية، يقوم الجسم بإنتاج أجسام مضادة ضد البكتريا التي تغزو الجسم وتساعد الأجسام المضادة على التخلص من البكتريا الغريبة على الجسم. إلا أنه في الحمى الرثوية تتعرف الأجسام المضادة بشكل خاطيء على صمامات القلب وتقوم بمهاجمتها ومهاجمة المفاصل و/أو أجزاء محددة من المخ. يطلق على هذه الظاهرة اسم المحاكاة الجزيئية بما يعني أن المستضدات الموجودة على جدار خلية البكتريا الكروية السبحية تتشابه بطريقة ما مع بروتينات صمام القلب والمفاصل أو المخ. ولأن الأجسام المضادة تقوم بعمل تفاعل مناعي يدمر تلك الأنسجة يحدث للطفل حمى رثوية قد تؤدي إلى حدوث أمراض في القلب وخصوصا ارتجاع في الصمام الميترالي والتهاب المفاصل و/أو حركات غير طبيعية تُعرف باسم رقاص سيدنهام أو «رقاص القديس فيتس». يُعتقد أن اللوازم والوسواس القهري في اختلالات المناعة الذاتية النفسية والعصبية المصاحبة لعدوى البكتيريا الكروية السبحية في الأطفال تحدث بطريقة مشابهة. أحد أجزاء المخ الذي قد يتأثر في مرض اختلالات المناعة الذاتية النفسية والعصبية المصاحبة لعدوى البكتيريا الكروية السبحية في الأطفال هو القواعد القاعدية والتي يُعتقد أنها المسؤولة عن الحركة والتصرف. يُعتقد أنها تشبه رقاص سيدنهام في أن الأجسام المضادة تتفاعل بشكل تبادلي مع نسيج المخ العصبي في القواعد القاعدية مسببة اللوازم والوسواس القهري المميز لإختلالات المناعة الذاتية النفسية والعصبية المصاحبة لعدوى البكتيريا الكروية السبحية في الأطفال. إلا أن البيانات الحالية لاتؤيد أو تعارض هذا الافتراض، وقد استنتجت إحدى الدراسات الحديثة عدم وجود علاقة بين عدوى البكتريا الكروية السبحية التي تم علاجها واحتمالية حدوث أعراض اختلالات المناعة الذاتية النفسية والعصبية المصاحبة لعدوى البكتيريا الكروية السبحية في الأطفال.

## العلاجات الاختبارية
أظهرت دراسة أحادية لمرضى اختلالات المناعة الذاتية النفسية والعصبية المصاحبة لعدوى البكتيريا الكروية السبحية في الأطفال فعالية علاج التعديل المناعي في التعامل مع الأعراض. وطبقا للمؤسسة الوطنية للصحة العقلية والمجلس الاستشاري لرابطة متلازمة توريت، فإن العلاجات الاختبارية المرتكزة على نظرية المناعة الذاتية مثل الجلوبيولين المناعي في الوريد أو تبادل البلازما يتعين استخدامها في المرضى المتعبين بشكل شديد ولايتعين تناولها في غير التجارب الإكلينيكية.
إن تشخيص اختلالات المناعة الذاتية النفسية والعصبية المصاحبة لعدوى البكتيريا الكروية السبحية في الأطفال وافتراضية أن الأعراض في هذه المجموعة الفرعية من المرضى تحدث بسبب العدوى هو أمر جدلي. لا تزال علاجات المضادات الحيوية الوقائية للوازم والوسواس القهري تحت التجربة. قررت دراسة ابتدائية أجريت على 37 طفلا عدم وجود تأثير لعلاج المضادات الحيوية الوقائية على معدل العدوى أو شدة أعراض الوسواس القهري أو اللوازم. اقترحت دراسة أخرى أجريت على 23 طفلا في وقت لاحق أن المضادات الحيوية كانت ذات فائدة. إلا أنه تم انتقاد الأساليب المستخدمة في كلتا الدراستين.

## وصلات خارجية
- National Institute of Mental Health, PANDAS Information
- PANDAS Foundation website

قالب:Topics related to Tourette syndrome